# 塚本天満
塚本 天満（つかもと てんま）は、小林尽の漫画『スクールランブル』や、テレビアニメ『スクールランブル』などの派生作品に登場する架空の人物。アニメの声優は小清水亜美。その他の人物についてはスクールランブルの登場人物を参照。

## プロフィール
- 身長：154cm
- 体重：43kg
- 視力：右2.4・左2.4
- 血液型：B型
- 年齢：16歳→17歳→？
- 誕生日：11月30日
- 星座：射手座
- 学校：矢神学院高等学校
- クラス：2年C組
- 尊敬する人物：徳川家康・マリー・アントワネット
- 得意技：スプーン曲げ・流鏑馬・スキー・豆の箸移し
- 好きな食べ物：甘いもの（ハリケーンパフェなど）
- 苦手な食べ物：辛いもの
- 成績（上から龍→ライオン→象→亀）
  - 現国：亀
  - 古典：亀
  - 数学：亀
  - 化学：亀
  - 物理：亀
  - 日本史：象
  - 英語：亀
  - 美術：ライオン
  - 保体：亀

## 人物

### 「スクールランブル」における天満
播磨拳児と並ぶ本編の主人公である。
黒髪のロングヘアの両端を触角のように少しずつ縛った髪型（通称：ピコピコ髪）が特徴で、天満の気分などによってはね上がったり、垂れ下がったり、上下したりする。目は青色のどんぐり眼で、眉はやや太く垂れ下がっている。身長は周りの女子と比較するとやや低めで、体型も年齢相応に発達しているとは言いがたい。
容姿は良いほうであるが、周りに学年でもトップクラスの美少女が多いことや自身の言動、幼児体型などが重なって、クラスの男子からはほとんど異性として見られておらず、今までに男子と付き合ったことはない。それでも播磨拳児や奈良健太郎、天王寺昇、東郷雅一から好意を寄せられるなどまったくモテないわけでもないようである。しかし、当の本人は自分の容姿にはあまり自信をもっておらず、若干引け目を感じることもあるようである。ただ、好きな相手に対する想いとは別に、自分も男子にモテたいという気持ちも持ってはいるようである。また、ある程度女らしくありたいとは思っているようで、時折体重を気にしてダイエットに臨むこともあるが、本人の長続きしない性格と甘党なのが災いしてあまりうまくいかないことが多い。
何をやっても不器用でドジを踏むことが多く、スポーツ、勉強、家事などはいずれも苦手で、料理はカレーだけがまともに作れる品であるといったようなレベルである。また、アルバイトは常に何かしらやっているが、何をやってもあまり長続きしない。しかし、烏丸が絡むなど我を忘れたときには人間離れした力を発揮し、明確な目標があり強い意志を持ったときには高い行動力で大勢の人間をまとめあげるなど、違った一面を見せることもある。大の時代劇好きで、「三匹が斬られる!」の万石を演じる役舎丸広事のファンである。また、歴史上の人物については上泉伊勢守秀綱といった教科書にも載っていないようなかなりマニアックなところまで知識がある。他に、特撮ヒーロー「ドジビロン」も好きである。
広い昔ながらの日本家屋に1歳下の妹である塚本八雲と二人で暮らしている。黒猫の伊織も一緒に暮らしているが、あまり言う事を聞いてもらえず少々ナメられている。両親とは同居していない。別居か死別かは不明。寝言で父親を呼ぶなど、こういった家庭環境に全く寂しさを感じていなかったわけではないような様子が見受けられるが、それでも八雲のことは幼いときからよく気にかけており、時おり「お姉ちゃんパワー」を発動するなど、天満なりに支えになろうとしてきた。現在は家事全般をほとんど任せっきりにしているが、心の中ではもっと姉らしくあって八雲のことを支えてあげたいと思っている。自転車は所持しているようであるが学校へは基本的に徒歩で通学している。
ノリはかなり良く周囲のムードメーカー的な存在。普段は沢近愛理や周防美琴、高野晶と一緒に行動しており（通称：四人娘）、になっており、周防や沢近にツッコミを入れられる役に回ることが多い。その他にも交友は広く、誕生会にはかなりの人数が集まっていた。他人からの合図や異性からの好意に対して非常に鈍く、「ザ・鈍感王」の異名を持つ。当然、前述の四人からの好意にもまったく気がついていない。さらに、他人の所作や言葉の意味を誤って読み取ってしまうことがたびたびあり、一度思い込むと人の話も聞かずに突っ走ってしまうことや思いつきによる行動が多いこともあって、他人の恋愛などに何かと世話を焼いては勘違いから周囲を巻き込むトラブルに発展させてしまうこともしばしばである。しかも原因が自分自身であることには気づいていない。
会話の語尾には「～だよ」「～だね」「～かな?」などを多用する。一人称は基本的に「私（わたし）」であるが、八雲には「お姉ちゃん」を使うこともある。呼称は沢近・高野が「天満」、周防が「塚本」または「天満」、八雲が「姉さん」（ただし幼少期は「お姉ちゃん」）、播磨が「塚本」（ただし妄想の中では「天満ちゃん」、談講社内では「塚本テンテン」）、今鳥・嵯峨野が「天満ちゃん」、烏丸・一条が「塚本さん」、花井・刑部が「塚本君」、東郷が「お嬢ちゃん」、三井が「テンテン」（Zで漫画家になっている時のみ）。基本的にクラスの女子は「塚本さん」、男子は「塚本」と呼ぶ。

#### 烏丸への想いと播磨との関係
クラスメイトである烏丸大路に片想いをしているが、同じクラスになるまで話をしたことはなく、なぜ好意を寄せるようになったのかは明かされていない。烏丸がどんなに奇怪な行動をとっても「でもそこが素敵」で済ませてしまうが、烏丸の持つ感覚が一般的なものとはズレたものであることは、天満も認めてはいる。烏丸の転校阻止に尽力するなど積極的な一面を見せているが、告白は未だにできていない。このことは周りの人間にも知れ渡っており、天満自身もこの話題を振られてもあわてて否定するようなことはなく、むしろ少し照れたような仕草をすることもしばしばである。しかしながら烏丸の目は気になるようで、それが仇となり失敗することもよくあるが、烏丸はさほど気にしている様子はなく、むしろ結果的に良い方向に話が進むことさえある。烏丸からは当初「変わった人だ」という認識をされていたようだが、時間を重ねるにつれて普通に話せる数少ない存在となっていっており、天満の言動に徐々にぎこちなさがなくなってきたこともあって、お互いの距離は確実に縮まってきている。高校2年終わりごろに予定されている烏丸の転校と烏丸になかなか会えないことを除けばハードルらしいハードルも見当たらず、その関係は比較的良好であったが、学年末に告白すると烏丸の難病が判明すると同時に置いていかれる形で振られてしまう。
播磨からの好意には当初まったくと言っていいほど気づいている素振りを見せておらず、むしろ一方的な勘違いから播磨と沢近や八雲を近づけようとするなど、播磨泣かせな行動に走ることも少なからずある。ただ、時期は違えど八雲と沢近の両方を播磨との事で応援していたわりには播磨を巡る三角関係には気づいていない様子で、むしろ播磨が彼女らに節操なしに手を出していると思い込み、播磨を「お猿さん」扱いして手痛い仕打ちを喰らわすこともある。逆に言うと、ここまでの言動を平気でぶつけられる相手は、男女問わず探しても播磨くらいのもので、似た者同士なせいもあってか烏丸とはまた違った意味でその距離がだんだん近くなってきており、友達としてはかなり親しい関係にあるが、恋愛とは方向性の違ったもので、その関係の延長上に天満からの恋愛感情が芽生える様子は特に無い。そのため、烏丸のことになると播磨でさえもほとんど目に入らなくなる。しかしながら、何もなければ妹や親友の彼氏としては信頼するに足る相手だと思っているようである。なお、教室での座席は播磨と隣同士である。実は中学時代に、裏路地でヤクザに絡まれていた時に当時荒れくれの不良だった播磨と出会い、助けられている。しかしその時に、いつもの誤解から播磨に「変態さん」というレッテルを貼ってしまう。天満自身はこの出来事を断片的に覚えているが、「変態さん＝播磨」であることに長い間気づいていない様子であった。しかし、気づいた後でもこれまでに築いた播磨との友情の前にはさほど気になることでもなかった様子である。当初はその播磨が漫画を描いていることを知らなかったが、クリスマスイヴの夜にその事実を知ることになり、以来八雲が私用で手伝いに行けない時などは、彼女に代わるアシスタント播磨のところへ行ったりもしており、さらにその後は自身も「塚本テンテン」というペンネームで漫画を描くようになっている。また、このことがきっかけで烏丸が漫画を描いていることも知るようになり、烏丸との漫画つながりと播磨との（自称）ライバル関係にもなっている。前述のように播磨とは比較的ほのぼのとした関係が続いていたが、前述の烏丸との騒動で打ちのめされた天満の背中を他ならぬ播磨によって後押しされることになり、それによって天満自身も烏丸の後を追ってアメリカに渡り、烏丸の介護をしながら医者を目指すことを決意する。また、時期はわからないが播磨の気持ちにうすうす気がついていたらしく、そのことと播磨の行動は後の天満にとっても非常に大切なものとなる。

### 外伝「スクールランブルZ」における天満
本編とリンクしている可能性があるもののみを時系列順に紹介する。
- 小学生時代には播磨と出会っており当時から八雲に対して気を使っていた様子がうかがえる。また、この頃から家に両親はいなかった様子である。なお、このときに出会ったのが播磨であることがわかるのはそれからかなりの年月がたってからのことである。
- 矢神高校の卒業式に参加し、留学中ながら卒業生代表として天満なりのやり方で答辞を読み上げた。
- 渡米後は日常の英会話を何の支障もなくこなせるようになったり、車の運転ができるようになるなど以前から片鱗を覗かせていた高い能力を日常的に発揮するようになった。性格面は渡米前と変わらず健在だが、精神的に成長した様子がうかがえる。また、烏丸の傍を離れずにすごしている様子である。離ればなれになった八雲の事も気にかけているようである。

## 人気投票
いずれも週刊少年マガジン誌上にて実施された。
| 大会名                    | 実施時期   | 発表 | 順位 | 得票率 | 備考                     |
| ------------------------- | ---------- | ---- | ---- | ------ | ------------------------ |
| 第1回キャラクター人気投票 | 2003年9月  | 12月 | 1位  | 約29％ | 初優勝                   |
| 第2回キャラクター人気投票 | 2004年6月  | 9月  | 4位  | 11.4％ | 女性キャラクター中3位    |
| 第3回キャラクター人気投票 | 2005年10月 | 11月 | 4位  | 11.3％ | 女性キャラクター中3位    |
| 第1回カップル選手権       | 2004年6月  | 9月  | 3位  | 22.6％ | 播磨拳児とのカップリング |

## 音楽

### イメージミニアルバム
アニメ『スクールランブル』の放送に先立って発売されたイメージミニアルバムの第1弾『塚本天満』（2004年7月22日発売）がこれにあたる。発売元はスターチャイルド。収録時間は約39分。CDコードはKICA-653。ジャケットは小林尽書き下ろしによる天満のイラスト。初回盤の特典は紙ジャケット仕様、塚本天満特製キーメタル封入。
- ドラマ
  - ♯01　カレーの朝
  - ♯02　「三匹が斬られる」
  - ♯03　落語

- 歌（全ての曲のオフ・ヴォーカル・バージョンも同時収録）

- ステキな予感♡

作詞･作曲 - 竹中三佳 / 編曲 - 大森俊之 / 歌 - 小清水亜美
- Closer

作詞 - Salia / 作曲 - shin-go / 編曲・歌 - unicorn table
- Punk Bung Heart

作詞 - Aco / 作曲・編曲 - torio / 歌 - Aco
- その他
  - Title Call
  - 天満の日記
  - 予告
  - Cast Talk
  - CM

### キャラクターソング
これまでに3曲発表されている。
- ステキな予感♡

作詞・作曲 - 竹中三佳 / 編曲 - 大森俊之 / 歌 - 小清水亜美
イメージミニアルバム「塚本天満」･スクールランブル Super Twin Album ～School After～に収録（いずれもスターチャイルドより発売）
- He stands the rain

作詞 - みやざきみえこ / 作曲・編曲 - 大森俊之 / 歌 - 小清水亜美
イメージミニアルバム「高野晶」･スクールランブル Super Twin Album ～School After～に収録（いずれもスターチャイルドより発売）
- スクールHEAVEN

作詞・作曲・編曲 - unicorn table / 歌 - 小清水亜美
裏スクールランブル 二学期 ～DIE ANOTHER D!～･スクールランブル 二学期 ボーカルベスト「矢神のど自慢」に収録（いずれもマーベラスエンターテイメントより発売）
このうち「ステキな予感♡」のメロディーをアレンジしたサウンドが数種類存在し、アニメの中（主に天満が登場している場面）でBGMとして使用されている。
他に沢近愛理役の堀江由衣･周防美琴役の生天目仁美･高野晶役の清水香里と音楽ユニットを組んで歌った曲や塚本姉妹（塚本八雲役の能登麻美子とのデュエット）名義で出している曲、塚本姉妹名義ではないが同様のデュエットで歌っている曲がある。
- School Rumble 4 Ever（スクールランブル 最終回ED）

作詞 - 相吉志保 / 作曲・編曲 - たかはしごう / 歌 - 小清水亜美・生天目仁美・堀江由衣・清水香里
スクールランブル オリジナルサウンドトラック「SOUND SCHOOL」･スクールランブル Super Twin Album ～School After～に収録（いずれもスターチャイルドより発売）
- 二人は忘れちゃう♡（スクールランブル 二学期 後期ED）

作詞 - 中井雅 / 作曲・編曲 - IPPEI / 歌 - 小清水亜美・能登麻美子
シングル「二人は忘れちゃう♡」･スクールランブル 二学期 ボーカルベスト「矢神のど自慢」に収録（いずれもマーベラスエンターテイメントより発売）
- 大好きと 抱きしめて 飛ぶ ソング

作詞 - 竹中あこ / 作曲･編曲 - 大森俊之 / 歌 - 小清水亜美・能登麻美子
シングル「二人は忘れちゃう♡」･スクールランブル 二学期 ボーカルベスト「矢神のど自慢」に収録（いずれもマーベラスエンターテイメントより発売）
- オンナのコ♡オトコのコ（塚本姉妹ver.）（スクールランブル 三学期 #25ED）

作詞・作曲・編曲 - 小西康陽 / 歌 - 小清水亜美・能登麻美子（原曲は小倉優子）
シングル「School Rumble Forever」に収録（キングレコードより発売）
- School Rumble Forever（スクールランブル 三学期 最終回ED）（原曲はSchool Rumble 4 Ever）

作詞 - 相吉志保 / 作曲・編曲 - たかはしごう / 歌 - 小清水亜美・能登麻美子
シングル「School Rumble Forever」に収録（キングレコードより発売）

## 豆知識
- 名前の由来は大阪にある塚本駅と天満駅。路線は違うがどちらも大阪駅の隣に位置している。また、塚本姉妹の名前は天満と八雲で空つながりになっている。
- 原作での初登場は♯01（コミックス第1巻収録）であり、アニメでもこれに該当する一学期の♯01からの登場である。
- 連載に向けての打ち合わせ段階では当初「ピコピコ髪」は存在せず、賢そうな顔つきをしていた。
- 比較的シリアス度の低いギャグ的なコマで見せる表情は、一本に釣り上がった眉に縦線のような目になった顔、一本に垂れ下がった眉に横線、もしくはやや斜めのような目になった顔、頬がややふくれ上がった顔など多彩である。他のキャラにも同様の表現を用いられることが稀にあるが、天満が圧倒的に多い。
- 原作の小林尽は天満のことを常人にはない強い意思を持った、自分の中には存在しないヒーローであると語っている（コミックス22巻より）。
- コミックスの書き下ろし企画で天満に関連したものに他キャラクターからの紹介（1巻）、通知表（3巻）、トレーディングカード（4巻）、アニメで天満を演じた小清水亜美へのQ&A（14巻）などがある。
- 天満をモチーフにした小林尽書き下ろしの幻の4コマ漫画がある。元々はアニメ化の際に全国の書店で宣伝用に無料で配布されたしおりに載せるためのもので、後に『少年マガジン SG（ショートギャグ）増刊』（2005年7月28日発売）に再録された。どちらも期間限定であるためすでに入手困難となっているが、講談社の公式ホームページにて閲覧することができる。
- アニメの通常時における歴代のオープニングとエンディングに流れる映像の全てに登場している。また、エンディングにおける声優キャスト欄では最初の列の一番上に表示される。しかし、『スクールランブル 二学期』では序盤にして数えるほどしかセリフがない回もあり、天満を演じた小清水亜美はこのことに少々不満そうであった（「スクラン祭りだよ、全員集合!!」より）。その上、主人公であったにもかかわらず声を担当した小清水は、共演者からギャラ泥棒と冷やかされた事があった。
- 天満のピコピコ髪は、帽子などをかぶっても形が崩れることは無く、常に外に飛び出ている。また、アニメではピコピコ髪が上下動するときには効果音が付けられていた。
- アニメでのキャストについて、小林尽は「小清水さんに演じて頂いてから（天満のキャラに）拍車がかかりましたね」、清水香里と川田紳司は「奇跡的なキャスティングだよね」と言っている[4]。
- アニメの中で天満が時折口ずさむ鼻歌は、小清水亜美が自分で考えたものである。同様に叫び声を上げる時に「のわ～!!」と叫ぶのも叫びやすくするため考えたもの。
- アニメのオーディションに参加した女性声優は他キャストも含めて全員が少なくとも天満の声は演じるように義務づけられていた。なお、天満を演じた小清水はオーディションにおいて、天満の他に沢近愛理役と一条かれん役を受けていた。
- なお、天満を演じた小清水自身も二人姉妹の姉であり、小清水は自身を天然と評する一方で、妹がしっかり者なので、天満というキャラクターは性格や立場が非常に自分に近いと、深い共感を抱いている[要出典]。
- アニメでの次回予告を行うことが全キャラクターの中で最も多く、一学期では全体の4割程度、持ち回りになる二学期でも3割弱程度は登場している。また、一学期においては提供クレジットのナレーションも全て天満が行っていた。
- アニメの英語版で天満を演じているのはルーシー・クリスチャンである。
- マガジンの目次兼巻末コメントの欄の見出しでは天満のイラストが使用されていた。
- 天満が飾るコミックス第1巻の表紙とDVD一学期第1巻の背表紙は、同シリーズの2巻以降と仕様が異なっている。ただし、コミックスについては第10巻限定版に付いている第1巻の着せ替えカバーを用いることで、2巻以降と同じ仕様にすることは可能である。
- 『スクールランブル』が『週刊少年マガジン』や『マガジンSPECIAL』の表紙を飾る際には、必ず登場している。前者はいずれも播磨と、後者はいずれも八雲と2人での登場である。また、『アニメディア』（2005年3月号）や『メガミマガジン』（2006年7月号）においても、表紙を飾った。前者は沢近と2人、後者は八雲・沢近・周防と4人での登場である。